# Grootes Peak
Der Grootes Peak ist ein 2635 m hoher Berg im ostantarktischen Viktorialand. Er ragt am südlichen Ausläufer des Colwell-Massivs auf.
Das Advisory Committee on Antarctic Names benannte ihn 1994 nach Pieter Meiert Grootes, von 1977 bis 1994 an Untersuchungen von Eisbohrkernen insbesondere vom Taylor Dome beteiligt und nachfolgend Leiter des Radioisotopenlabors an der Christian-Albrechts-Universität in Kiel.